# Terrerola de capell lleonat
La terrerola de capell lleonat (Calandrella eremica) és una espècie d'ocell de la família dels alàudids (Alaudidae).

## Hàbitat i distribució
Habita zones àrides herboses i rocoses del sud-oest d'Aràbia i nord de Somàlia